# Els Deu Manaments
|  | Per a altres significats, vegeu «Els deu manaments (desambiguació)». |

|  | Aquest article tracta sobre pel·lícula de 1956. Si cerqueu pel·lícula de 1923, vegeu «The Ten Commandments (pel·lícula de 1923)». |

Els Deu Manaments (títol original en anglès The Ten Commandments) és una pel·lícula estatunidenca dirigida per Cecil B. DeMille i estrenada l'any 1956. Aquesta pel·lícula ha estat doblada al català.

## Argument

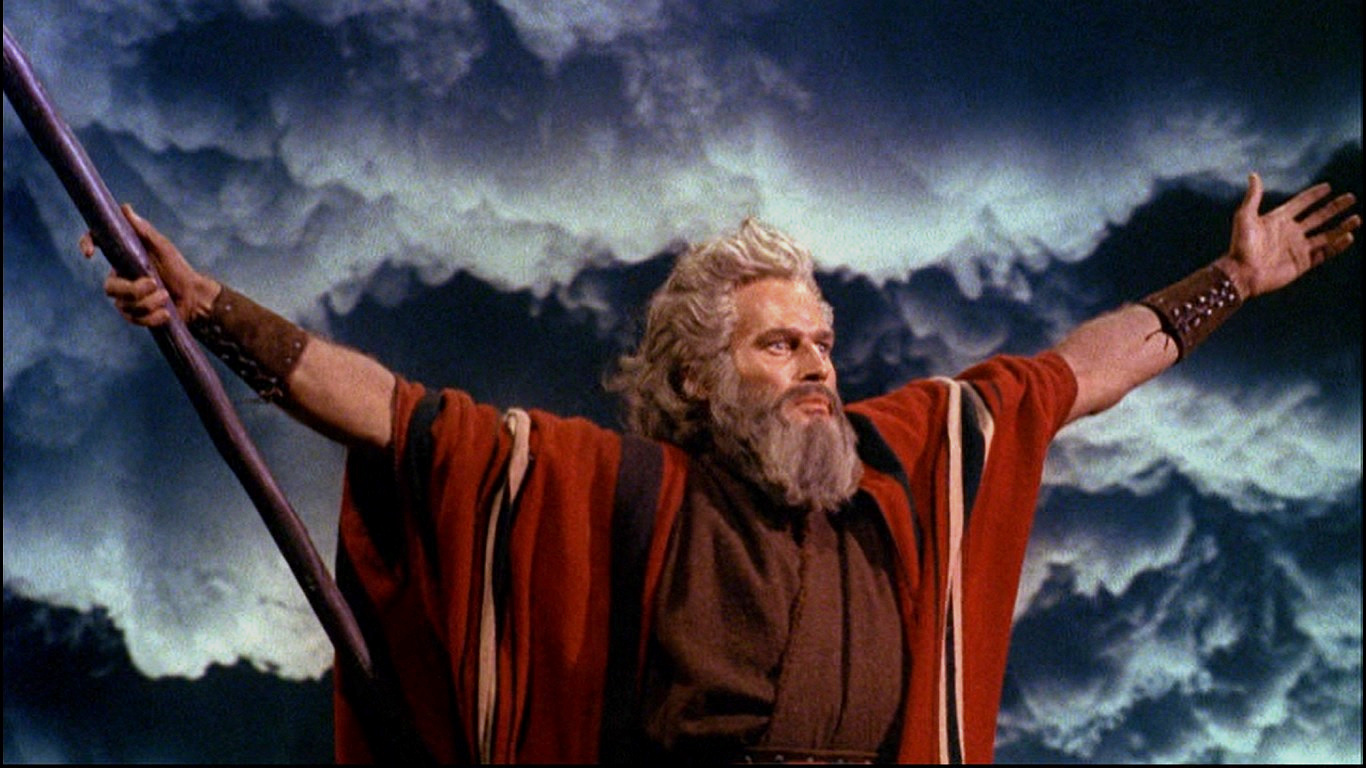
Charlton Heston fent de Moisès

Narra la història bíblica de Moisès (Charlton Heston), favorit de la família del faraó d'Egipte, que decideix renunciar a la seva vida de príncep i de privilegis per alliberar el seu poble d'origen, l'hebreu, i conduir-lo a la Terra Promesa. La pel·lícula comença quan la seva mare jueva l'abandona, acabat de néixer, a les aigües del riu Nil i és salvat per la filla del faraó Ramsès I. A partir d'aquí s'hi mostren els episodis més destacats de la vida de Moisès, com l'odi del seu germanastre, el faraó Ramsès II, que l'exilia al desert, el reconeixement com a salvador del poble jueu, les deu plagues d'Egipte, l'Èxode, el pas del Mar Roig, la revelació dels Deu Manaments al mont Sinaí, l'adoració al vedell d'or i l'entrada a la Terra Promesa.

## Crítica
El darrer film de Cecil B. DeMille, inspirat en un film homònim dirigit per ell mateix el 1923, fou una espectacular superproducció que narra un drama històric amb un enlluernador desplegament d'estrelles de Hollywood, com era habitual en aquest tipus de superproduccions. Una de les més grandioses pel·lícules de tema bíblic de tota la història del cinema, com ho demostren els impressionants decorats i les múltiples escenes de masses. Cecil B. DeMille era un mestre fent films colossals i de llarga durada. En aquesta nova versió, va comptar amb dos grans estrelles com a protagonistes: Charlton Heston i Yul Brynner, i amb la col·laboració del compositor musical Elmer Bernstein en un dels seus millors treballs, en els que també i col·laborà el compositor suís Raffaele D'Alessandro.
La pel·lícula va aconseguir l'èxit internacional i va ser també reconeguda amb set nominacions a l'Oscar. D'elles, va guanyar la de millors efectes especials per escenes tan sorprenents com l'obertura de les aigües del mar Roig.

## Repartiment
- Charlton Heston: Moisès
- Yul Brynner: Ramsès II
- Anne Baxter: Nefertari
- Edward G. Robinson: Dathan
- Yvonne De Carlo: Sephora
- Debra Paget: Lilia
- John Derek: Josué
- Cedric Hardwicke: Seti I
- Nina Foch: Bithiah
- Martha Scott: Yochebed mare de Moisès
- Judith Anderson: Memnet
- Vincent Price: Baka
- John Carradine: Aaron
- Olive Deering: Miriam
- Douglass Dumbrille: Jannes
- Frank DeKova: Abiram
- Eduard Franz: Jethro
- Henry Wilcoxon: Pentaur
- Donald Curtis: Mered
- Lawrence Dobkin: Hur Ben Caleb
- H.B. Warner: Amminadab
- Julia Faye: Elisheba
- Ian Keith: Ramsès I

## Premis i Nominacions

### Premis[3]
- Oscar als millors efectes visuals (John P. Fulton)

### Nominacions[3]
- Oscar a la millor pel·lícula (Cecil B. DeMille)
- Oscar a la millor direcció artística (Hal Pereira, Walter H. Tyler, Albert Nozaki, Sam Comer, Ray Moyer)
- Oscar a la millor fotografia en color (Loyal Griggs)
- Oscar al millor vestuari (Dorothy Jeakins, Arnold Friberg)
- Oscar al millor muntatge (Anne Bauchens)
- Oscar al millor so (Loren L. Ryder)

## Galeria

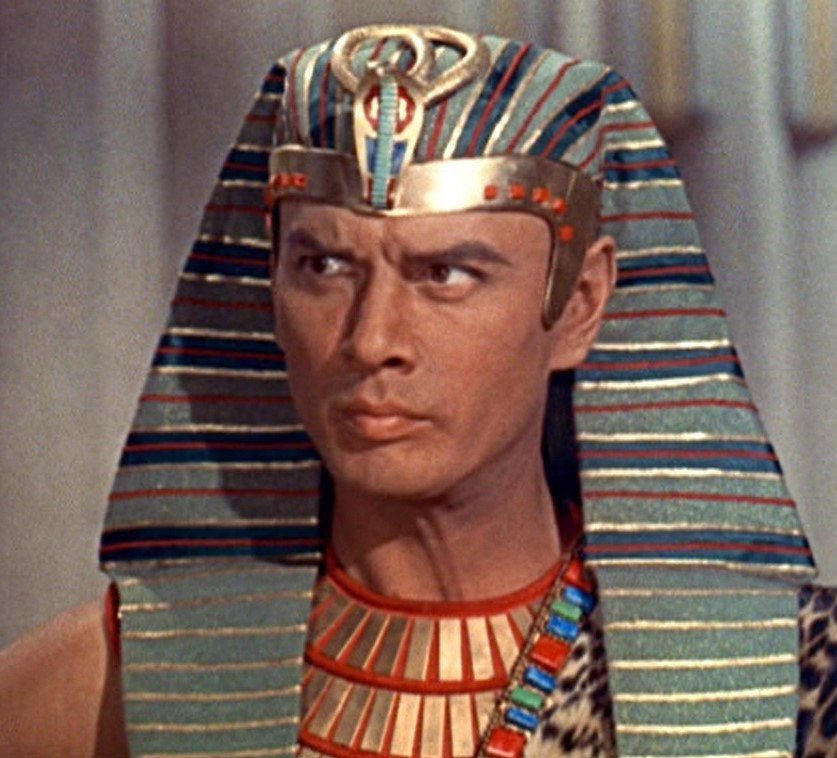
Yul Brynner
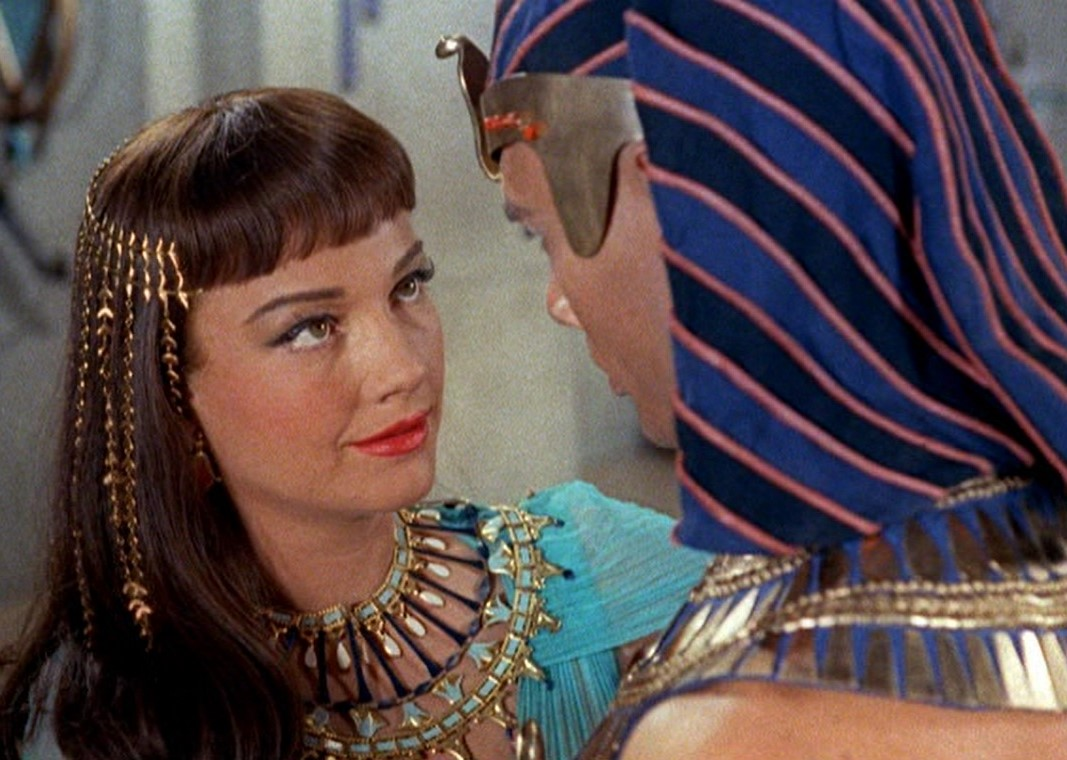
Anne Baxter i Yul Brynner
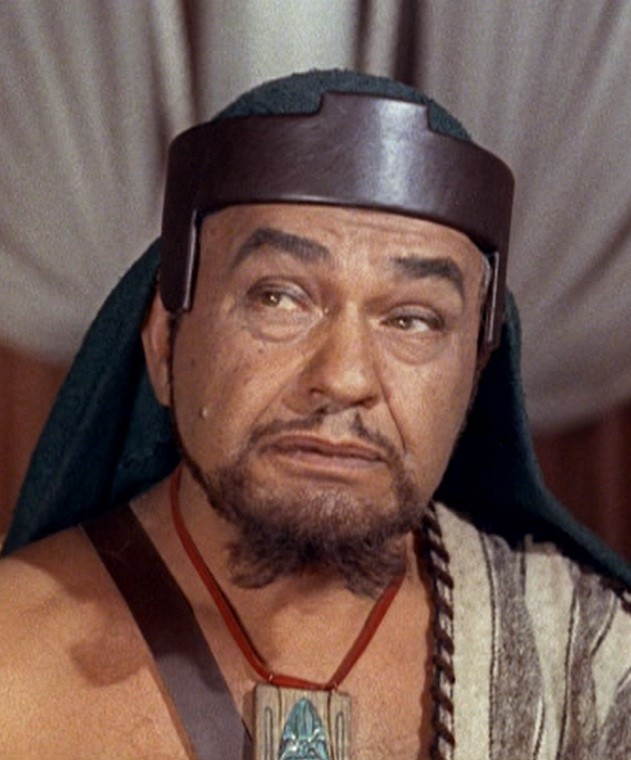
Edward G. Robinson
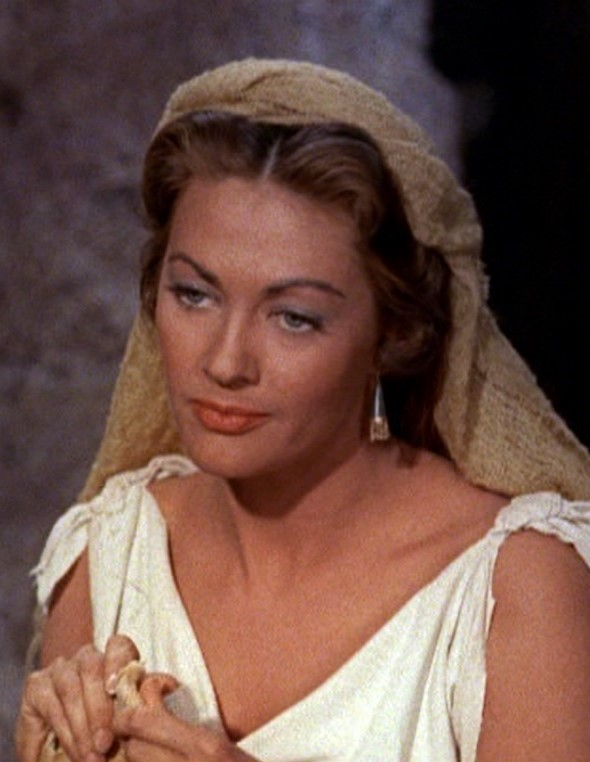
Yvonne De Carlo
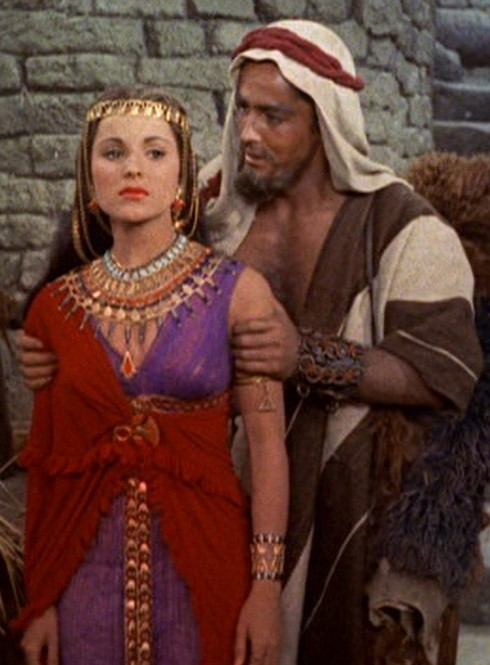
Debra Paget i John Derek